# In nome della famiglia
In nome della famiglia è una soap opera italiana andata in onda su Rai 3 nel 1997. Dal soggetto di questa serie venne sviluppata la successiva soap Ricominciare con la quale condivide regista, parte di cast e trama.

## Trama
In una cittadina dell'Italia settentrionale si dipanano le vicissitudini di una famiglia benestante, i Carrara, proprietari di una casa editrice che porta il loro nome.
Il capofamiglia Carlo è un uomo che ha costruito la sua fortuna dal nulla e, giunto alla vecchiaia, si pone il problema della successione. Carlo infatti ha tre figli, ma non nutre una fiducia completa in nessuno di loro.
Matteo, il primogenito, riveste la carica di vicepresidente della Carrara ma le sue idee progressiste non sono condivise dal padre, che preferisce farsi consigliare dal collaboratore Claudio Torri piuttosto che da suo figlio. Matteo, di bell'aspetto e di indole superficiale, soffre molto per la scarsa considerazione che Carlo ha di lui e pian piano si fa convincere dalla moglie Marina a mettersi contro il genitore per affermarsi professionalmente. Marina, dal canto suo, è una donna estremamente ambiziosa, proveniente da un mondo lussuoso e determinata ad uscire dalla realtà piccolo borghese in cui si ritrova a vivere dopo il matrimonio.
Gabriele, il secondogenito, è un uomo privo di qualità; non è bello né colto, cerca di apparire sicuro di sé ma in realtà sa che la sua famiglia lo ritiene un buono a nulla. Gabriele lavora alla casa editrice solo perché non ha il coraggio di ribellarsi a suo padre e nel tempo libero si dedica a corteggiare le donne e a tirare cocaina. In ufficio è attratto soprattutto da Daniela, una segretaria sensuale e inefficiente che non ricambia i suoi sentimenti ma lo sfrutta per opportunismo.
Eleonora, la terzogenita, è la figlia preferita di Carlo. Ragazza morigerata e di sani principi, dopo gli studi in Svizzera ha ottenuto un posto nell'azienda di famiglia. Eleonora si è fidanzata con Sandro Renzi, un giornalista che ha lavorato alla Carrara, ma per via del suo idealismo ha avuto dei contrasti con Carlo che lo ha licenziato. Eleonora convive con Sandro, ma la relazione non è vista di buon occhio da Carlo, che ha vissuto la situazione come un tradimento. Il legame fra Eleonora e Sandro è messo a dura prova anche dalla presenza di Valeria, l'ex moglie dell'uomo, una donna molto insicura e dalla psiche fragile che ha tentato il suicidio dopo la separazione.
A queste figure si aggiunge Fulvia, una donna giovane e bellissima, che Carlo ha sposato in seconde nozze dopo la morte della prima moglie. Fulvia ha un passato da attrice e reginetta di bellezza e con il suo carattere esuberante si è inserita bene nella mondanità; il rapporto con Carlo però è in crisi e si mantiene in piedi per una forma di convenzione sociale, così ben presto Fulvia si ritrova invischiata in una relazione con Claudio Torri, il braccio destro del marito.
Tra passioni, rancori e desideri di rivalsa, le vicende dei Carrara si intrecciano con quelle degli altri personaggi che ruotano attorno alla famiglia e all'azienda.